# 新发镇 (郎溪县)
新发镇，是中华人民共和国安徽省宣城市郎溪县下辖的一个乡镇级行政单位。

## 行政区划
新发镇下辖以下地区：
新发村、官桥村、涧西村、北山村和花元村。